# Le Baizil
Le Baizil – miejscowość i gmina we Francji, w regionie Grand Est, w departamencie Marna.
Według danych na rok 1990 gminę zamieszkiwało 255 osób, a gęstość zaludnienia wynosiła 18 osób/km².